# Fallschirm-Sturmgeschütz-Brigade 11
De Sturmgeschütz-Abteilung 1 der Luftwaffe / Sturmgeschütz-Brigade 1 der Luftwaffe / Fallschirm-Sturmgeschütz-Brigade 11 / Fallschirm-Sturmgeschütz-Brigade 111 was tijdens de Tweede Wereldoorlog een Duitse Sturmgeschütz-eenheid van de Luftwaffe ter grootte van een afdeling, uitgerust met gemechaniseerd geschut. Deze eenheid was een zogenaamde Heerestruppe, d.w.z. niet direct toegewezen aan een divisie, maar ressorterend onder een hoger commando, zoals een legerkorps of leger.
Onmiddellijk na de Slag om Kreta werden de Fallschirmjäger gedegradeerd naar grondtroepen. Tot eind 1943 hadden de Fallschirmjäger relatief zwakke antitankmiddelen ter beschikking. Toen het aantal Fallschirmjäger-eenheden toenam, werd besloten dat het tijd was om ze zelfrijdende antitankeenheden (Sturmgeschützen) te geven. Het gevechtspad van deze Sturmgeschütz-eenheid is niet helemaal duidelijk, maar was in ieder geval van december 1944 tot en met maart 1945 toegevoegd aan de 5e Paradivisie.

## Krijgsgeschiedenis

### Sturmgeschütz-Abteilung 1 der Luftwaffe / Sturmgeschütz-Brigade 1 der Luftwaffe / Fallschirm-Sturmgeschütz-Brigade 11
Sturmgeschütz-Abteilung 1 der Luftwaffe werd opgericht in januari 1944 en was bedoeld als Korpstruppe voor het 1e Parachutistenkorps.
Het eerste halfjaar van deze eenheid is niet helder, er zijn nauwelijks primaire bronnen en veel andere bronnen schrijven elkaar na. Er zijn ruwweg twee versies.

#### Scenario Italië
De Sturmgeschütz-Abteilung 1 der Luftwaffe werd al snel na de oprichting, vanaf 22 januari 1944,  ingezet tegen de geallieerde Landing bij Anzio, uitgerust met buitgemaakte Italiaanse Sturmgeschützen. Ook is er sprake van een Stu.Gesch.Abt. 1. Fallsch.Jg.Div. , met initieel 14 StuG M42 (mit 75/18 850(i) en/of 75/34 851(i)) vanaf 3 maart 1944 en tegen 17 juni 1944 waren al deze voertuigen verloren gegaan. Ook wordt deze eenheid (dan al als Fallschirm-Sturmgeschütz-Brigade 11) genoemd in de Slag om de Giogo-pas in september 1944. Ook is er verwarring of dit dezelfde eenheid is als Fallschirm-Sturmgeschütz-Brigade Schmitz, maar dat lijkt niet zo aangezien er geen commandant Schmitz gevonden is.

#### Scenario Frankrijk
In de winter 1943/44 werden vrijwilligers gevraagd voor twee Luftwaffe Sturmgeschütz-Abteilungen. De officieren en kanonniers werden naar de  Sturmgeschutz Schule in Burg en Altengrabow gestuurd, de rest naar Neiße. Training duurde tot 23 maart 1944 en het personeel vormde vanaf 24 maart 1944 o.a. de Sturmgeschütz-Brigade 1 der Luftwaffe en werd naar Frankrijk gestuurd zonder Sturmgeschützen, naar het gebied rond Melun. Daar omgedoopt in Fallschirm-Sturmgeschütz-Brigade 11 in juni 1944. Ingezet bij Nancy in september 1944 en daar door Amerikaanse troepen vrij snel vrijwel vernietigd.

### Fallschirm-Sturmgeschütz-Brigade 11
De brigade werd herbouwd in Duitsland in oktober en november 1944. Voor het Ardennenoffensief werd de brigade toegevoegd aan de 5e Paradivisie van het 7e Leger. Hier werd succesvol aangevallen richting Wiltz en Martelange, maar daar stopte de opmars. Na afloop van het offensief werd de brigade de Eifel ingeduwd. Eind februari 1945 was de brigade in actie rond Prüm en door Operatie Lumberjack werd de brigade, nog steeds bij de 5e Paradivisie, teruggeduwd naar de Rijn en kwam daar op 12 maart 1945 bij Niederbreisig

### Fallschirm-Sturmgeschütz-Brigade 111
Op 28 maart 1945 werd de brigade omgedoopt in Fallschirm-Sturmgeschütz-Brigade 111. Tegen deze tijd had de 5e Paradivisie eigenlijk opgehouden te bestaan.

### Einde
De Fallschirm-Sturmgeschütz-Brigade 111 capituleerde in april 1945 aan Sovjettroepen, maar details ontbreken waar en wanneer.

## Samenstelling
- Staf
- 1e Batterij
- 2e Batterij
- 3e Batterij
- 4e Batterij

## Commandanten
| Rang         | Naam      | Begin           | Eind               |
| ------------ | --------- | --------------- | ------------------ |
| Hauptmann    | Schüber   | eind maart 1944 | oktober 1944 († ?) |
| Oberleutnant | Hollunder | oktober 1944    | april 1945         |

Hauptmann Schüber zou in oktober 1944 gesneuveld zijn.